# 未來明
未来明（日语： Mirai Akari */?），是一位于2017年10月27日开始活动的日本虚拟YouTuber，为万代南梦宫艺术旗下厂牌GOOM STUDIO所属艺人。其与绊爱、电脑少女小白、辉夜月、虚擬口癖蘿莉狐娘Youtuber大叔並称为「虚拟Youtuber四天王」。於2023年3月31日畢業。

## 简介
未来明的形象由初音未来的设计师KEI设计，为金发梳着马尾辫，头上饰有蓝色蝶形蝴蝶结的女性。
2017年，于2014年开始活动的虚拟YouTuber艾琳公布了“Mirai Akari Project”，并于2017年10月将自己的日语YouTube频道移交未来明进行活动。未来明的活动初期由株式会社DUO进行策划，并于2018年加入DUO运营的虚拟YouTuber事务所ENTUM。
2019年12月16日，所属事务所ENTUM突然宣布将于12月31日正式终止旗下虚拟YouTuber相关业务，Mirai Akari从有所属身份转为自由身。2020年9月，未来明宣布加入新成立的音乐厂牌“GOOM STUDIO”，并决定于10月29日举行3周年纪念演唱会《Mi:LIVE 2020 AKARI→START》。
2023年3月24日，於推特上宣布与管理层价值观不合等原因，將於3月底畢業。
2023年11月21日，日本索尼音樂推出新的虚拟YouTuber“アーリオ・オーリオ・エ・ペペロンチーノ（橄欖油香蒜義大利麵）”，在澀谷街頭的大型螢幕投放广告时，提到“前·四天王”的名号，并且开场影片中提到“輪迴轉生”，爱好者根据这些信息，认为未来明以新的身份重新开始活动。

## 音乐作品

### 单曲
| #        | 名称             | 发售日期       | 规格         |
| -------- | ---------------- | -------------- | ------------ |
| 1st      |                  | 2018年12月31日 | 数字音乐下载 |
| 2nd      |                  | 2019年1月1日   | 数字音乐下载 |
| 3rd      | Яebel            | 2019年3月20日  | 数字音乐下载 |
| 4th      |                  | 2019年6月7日   | 数字音乐下载 |
| 5th      |                  | 2019年8月7日   | 数字音乐下载 |
| 6th      |                  | 2019年8月8日   | 数字音乐下载 |
| 出道单曲 |                  |                |              |
| 1st      | Fly to NEW WORLD | 2020年9月30日  | 数字音乐下载 |
| 2nd      | ILLUMINATE       | 2021年1月30日  | 数字音乐下载 |
| 3rd      |                  | 2021年4月21日  | 数字音乐下载 |
| 4th      |                  | 2021年7月21日  | 数字音乐下载 |

### 参加作品
| 名称              | 歌曲                                                                     | 发售日期      | 规格         |
| ----------------- | ------------------------------------------------------------------------ | ------------- | ------------ |
| （feat.中田康貴） | Virtual Real（未来明、电脑少女小白、猫宫日向、月之美兔、田中姬、铃木雏） | 2019年3月6日  | 数字音乐下载 |
| GROOVE LOOP       | 电脑少女小白、未来明、月之美兔                                           | 2019年11月7日 | 游戏插入曲   |
| [ 12 ]            | 初音未來、MEIKO、未來明、YuNi、富士葵、星乃一歌                          | 2020年8月12日 | 数字音乐下载 |

## 参与活动

### 电视节目
2018年
- （11月11日、NHK BS1、作为记者出演）
- （11月16日、ABC電視台）

2019年
- NHK虚拟扬声歌唱（1月2日、NHK綜合頻道）
- mu～comi＋plus（2月7日、日本放送）
- 松子会议（2月9日、日本電視台）
- 超人女子战士 V学霸特别节目（4月6日、朝日電視台系列（于第一部出演））

2020年
- （10月17日 - 、BS日本、月1回。初の冠番組）

### 電視動畫
- 虚拟小姐在看着你（日语：バーチャルさんはみている）（TOKYO MX、1月19日 - 3月27日)

### 网络电视
2018年
- 虚拟YouTuber人狼（5月5日、Niconico直播）
- 謎之新企划『TORIKAGO』信息解禁特别节目（5月31日、Niconico直播）
- （6月22日、Niconico直播）
- 西川学園高等学校，简称N高!（6月27日、Niconico直播）
- （9月1日、YouTube）
- （9月15日、Niconico直播）
- （9月26日、Niconico直播）
- 多玩国动画会議（仮）（12月18日、Niconico直播）
- （12月31日、Niconico直播）

2019年
- （1月20日、Niconico直播）
- THE MOON STUDIO presents 「LUNA TV」（2月14日（第5回放送）、Niconico直播）
- 1周年！HIMEHINA大感謝祭2019（3月19日、YouTube・Niconico直播）
- （4月5日、Niconico直播）
- （2019年4月22日・4月23日（#5・6）、雅虎日本、作为嘉宾出演）

### 活动
2018年
- AnimeJapan2018（3月24日・3月25日）
- Niconico超会议2018（4月28日・4月29日）
  - 超虚拟YouTu"BAR（4月28日）

- Mirai Akari来决定！新VTuber募集选拔（5月2日 - 5月27日、pixiv）
- de:code 2018（5月22日・5月23日、BRAIN展台）
- A.I. Party! ～Birthday with U～（6月30日）
- 秋Fes2018秋（10月18日 - 11月18日）
- （10月27日）
- Niconico超派对2018（11月3日）
- YouTube FanFest Japan（12月11日 - 12月12日）
- Comic Market 95（12月29日 - 12月31日）

2019年
- Re:animation 13 in ageHa（1月12日）
- AnimeJapan2019（3月23日・3月24日）
- Niconico超会议2019（4月27日・4月28日）
  - バーチャルさんがいっぱい スペシャルバーチャライブ DAY1・DAY2

- 万代 联合入学典礼（4月7日、司会）
- DIVE XR FESTIVAL（9月23日）
- FAVRIC（9月29日）

2020年
- 超人女子战士 V学霸 女主角危機一发！肌肉&妖怪大進击！！（2020年3月1日）改为直播
- VTuber Fes Japan @ニコニコネット超会議2020（4月18日・4月19日、niconico直播）

2021年
- 「VILLS」vol.2（3月21日、SPWN）

## 備註
1. ↑  「四天王有五个」是一个梗。
2. ↑  被称为“虚拟YouTuber四天王”中：電腦少女小白、虛擬口癖蘿莉狐娘Youtuber大叔仍在活跃，輝夜月已长期停止活动并且其公开另一身份（P丸樣。）活跃，绊爱已宣布无限期中止活动且公开身份已知；因此推导出只剩下未来明。
3. ↑  正式播放前，于10月31日在Niconico直播直播了收录场面[14]。